# Gamosépale

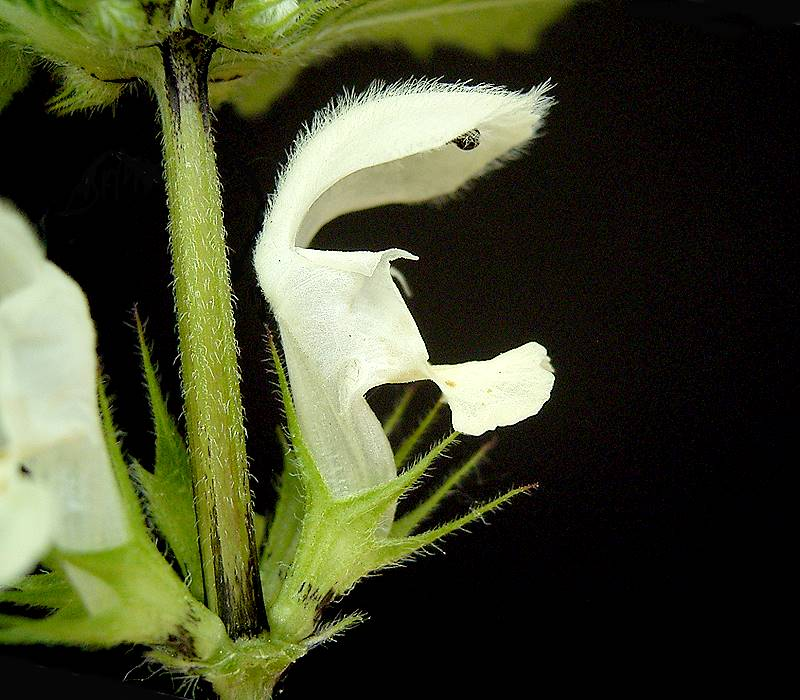
Gamosépalie chez l'ortie blanche.

Une fleur est gamosépale quand ses sépales sont soudés sur une longueur plus ou moins importante en un étui, coupe ou tube, au contraire des fleurs dialysépales.
La gamosépalie est un caractère purement descriptif, et n'a pas de valeur taxonomique dans l'optique phylogénétique, mais a été amplement utilisé en classification classique. On note cependant que la gamosépalie et la réduction des pièces florales sont considérées souvent comme plus évoluées, assurant une meilleure protection des organes de la reproduction.
La gamosépalie caractérise des familles entières, telles les Lamiacées, avec en plus, un renforcement au niveau des zones de soudure qui rigidifient l'ensemble comme chez l'ortie blanche.